# 鲁斯坦帕夏商队驿站
鲁斯坦帕夏商队驿站 (土耳其語：Rüstem Paşa Kervansarayı) 是一个商队驿站，位于土耳其西北部埃迪尔内（旧名哈德良堡），受奥斯曼帝国政治家和大维齐尔鲁斯坦帕夏委托，由宫廷建筑师科查·米马尔·希南于1561年建造。 该建筑今天是一座拥有110间客房的酒店。
它是一座两层长方形建筑，带有庭院和土耳其浴室。前部有21家店铺。院内曾经是一个水井区和市场；在几个世纪中，在这里买卖埃迪尔内地区养殖的蚕，在1877/1878年被俄国人围攻期间被摧毁。该建筑经过两年的重建，于1972年修复并改建为酒店。